# 김광신 (정치인)
김광신(金光信, 1957년 1월 22일~)은 대한민국의 정치인이다. 제21대 대전 중구청장이다. 본관은 김해 김씨이다.

## 학력
- 고려대학교 건축공학 학사
- KDI 국제정책대학원 정책학 석사

## 경력
- 제20회 기술고시 합격
- 대전직할시청 도시과장
- 대전광역시 동구청 도시국장
- 대전광역시청 건설관리본부장
- 대전광역시 중구 부구청장
- 대전광역시청 환경녹지국장
- 대전광역시청 문화체육국장
- 대전광역시청 자치행정국장
- 대전광역시청 안전행정국장
- 대전광역시의회 사무처장
- 한국지방재정공제회 공제사업본부장
- 20대 윤석열대통령 당선인 대전 중구 공동선거대책위원장
- 2022. 7.~2023. 11. 제21대 민선 8기 대전 중구청장(초선, 국민의힘)

## 역대 선거 결과
| 실시년도 | 선거      | 대수 | 직책   | 선거구    | 정당     | 득표수   | 득표율          | 순위 | 당락 | 비고           |
| -------- | --------- | ---- | ------ | --------- | -------- | -------- | --------------- | ---- | ---- | -------------- |
| 2022년   | 지방 선거 | 21대 | 구청장 | 대전 중구 | 국민의힘 | 55,972표 | \| \| 56.74% \| | 1위  |      | 초선, 민선 8기 |
|          | 56.74%    |      |        |           |          |          |                 |      |      |                |